# Scutobruchus ceratioborus
Scutobruchus ceratioborus is een keversoort uit de familie bladkevers (Chrysomelidae). De wetenschappelijke naam van de soort werd in 1859 gepubliceerd door Rodolfo Amando Philippi.